# Gone for Soldiers (livro)
Gone for Soldiers é uma novela histórica de 2000 de Jeffrey Shaara sobre a Guerra Mexicano-Americana. Foi escrito como um romance autônomo, mas também pode ser visto como uma preqüela da trilogia da Guerra Civil, escrita por Shaara e seu pai, Michael Shaara, apresentando alguns dos principais protagonistas das campanhas que primeiro lhes conquistaram fama. A ação começa com a Batalha de Vera Cruz e segue Winfield Scott e seu exército enquanto marcham para a Cidade do México, incluindo a Batalha de Cerro Gordo e culminando na Batalha de Chapultepec e na queda da Cidade do México.

## Estilo
A maioria da história é contada da perspectiva de dois homens, Winfield Scott, comandante das forças americanas, e Robert E. Lee, que subiram à proeminência na guerra, embora alguns capítulos também introduzam as perspectivas de outros personagens, principalmente o Líder mexicano Antonio López de Santa Anna, James Longstreet, Thomas Jackson e Ulysses S. Grant. É crítico de certos comandantes americanos, incluindo William J. Worth, Gideon Pillow e David E. Twiggs, retratando-os como soldados principalmente incompetentes, que eram pouco mais do que designados políticos, enquanto os verdadeiros heróis eram os graduados de menor graduação do Academia Militar dos Estados Unidos. Este retrato idealista dos oficiais mais jovens, na medida em que aumentaram a proeminência, dá pouca indicação de que com apenas alguns anos eles se encontrariam de novo no campo de batalha na Guerra Civil.

## Alusões
O livro esclarece a história do Batalhão de São Patrício, retratando as ações de Scott de forma positiva. Notavelmente, o livro muda o enforcamento dos homens durante o assalto de Chapultepec a um onde os desertores que estão prestes a ser enforcados dão vivas ao exército dos EUA, levando o oficial presidente a atrasar a execução para que os condenados possam ver o resultado da batalha.
Na realidade, Scott ordenou que os homens esperassem na forca até que a bandeira dos Estados Unidos fosse levantada sobre o forte.

## Ligações Externas
- «Sítio oficial»